# Сухомлинов, Игорь Васильевич
И́горь Васи́льевич Сухомли́нов (род. 13 февраля 1977) — российский легкоатлет, специалист по метанию копья. Выступал на профессиональном уровне в 1998—2017 годах, член сборной России, победитель Кубка Европы, многократный победитель и призёр первенств национального значения, участник ряда крупных международных стартов, в том числе чемпионата мира в Осаке. Представлял Кабардино-Балкарию, Ставропольский край и Санкт-Петербург. Мастер спорта России международного класса.

## Биография
Игорь Сухомлинов родился 13 февраля 1977 года.
Занимался лёгкой атлетикой под руководством тренеров А. Даова, Ю. В. Сухомлиновой, В. В. Иванова.
Первого серьёзного успеха на взрослом всероссийском уровне добился в сезоне 2002 года, когда на чемпионате России в Чебоксарах выиграл бронзовую медаль в программе метания копья.
В 2004 году стал серебряным призёром на зимнем чемпионате России по длинным метаниям в Адлере.
В 2005 году получил серебро на зимнем чемпионате России по длинным метаниям в Адлере и на Кубке Европы по зимним метаниям в Мерсине, взял бронзу на летнем чемпионате России в Туле.
В 2006 году вновь завоевал серебряную награду на зимнем чемпионате России в Адлере, стал четвёртым на зимнем Кубке Европы в Тель-Авиве.
В 2007 году выиграл серебряную медаль на зимнем чемпионате России в Адлере, с личным рекордом 83,34 одержал победу на зимнем Кубке Европы в Ялте, был третьим на летнем чемпионате России в Туле. Благодаря череде удачных выступлений удостоился права защищать честь страны на чемпионате мира в Осаке — на предварительном квалификационном этапе метнул копьё на 79,05 метра, чего оказалось недостаточно для выхода в финал.
В 2008 году стал серебряным призёром зимнего чемпионата России в Адлере, показал пятый результат на Кубке Европы в Анси.
В 2009 году в очередной раз выиграл серебряную медаль на зимнем чемпионате России в Адлере.
В 2010 году добавил в послужной список ещё одну серебряную награду, выигранную на зимнем чемпионате России в Адлере, занял шестое место на Кубке Европы по зимним метаниям в Арле, получил серебро на летнем чемпионате России в Саранске.
В 2011 году превзошёл всех соперников на зимнем чемпионате России в Адлере, был пятым на зимнем Кубке Европы в Софии.
В 2012 году выиграл бронзовую медаль на зимнем чемпионате России в Адлере, стал четвёртым на зимнем Кубке Европы в Баре.
В 2014 году победил на зимнем чемпионате России в Краснодаре, закрыл десятку сильнейших на Кубке Европы по зимним метаниям в Лейрии.
На зимнем чемпионате России 2015 года в Адлере стал серебряным призёром.
Завершил спортивную карьеру по окончании сезона 2017 года.
За выдающиеся спортивные достижения удостоен почётного звания «Мастер спорта России международного класса».
Занимал должность председателя Кабардино-Балкарского регионального отделения ОГФСО «Юность России».